# 臺中市立平安病院

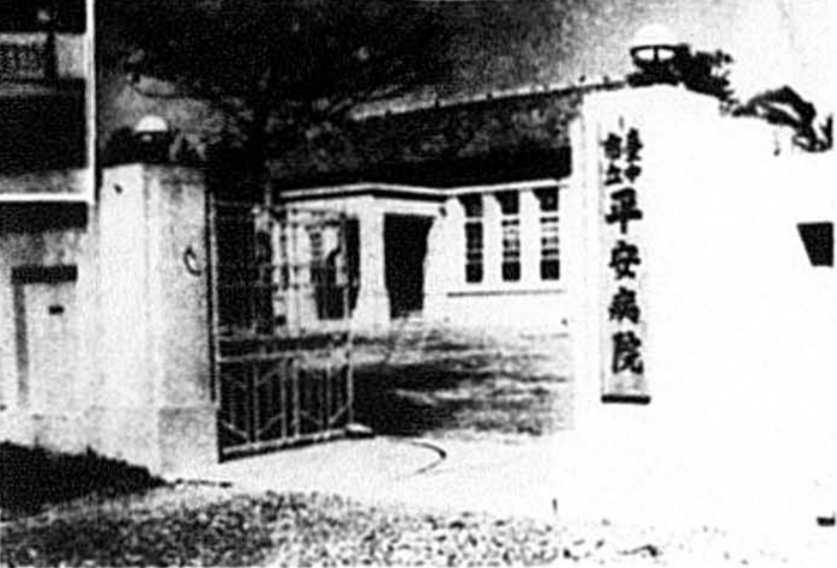
臺中市立平安病院

臺中市立平安病院為台灣日治時期位於臺中市的傳染病患隔離醫院，其前身為創設於1909年的城北醫院，又被稱為臺中避病院，在1936年遷至後壠子後改稱平安病院。原址現為私立臺中仁愛之家附設的靜和醫院。

## 介紹

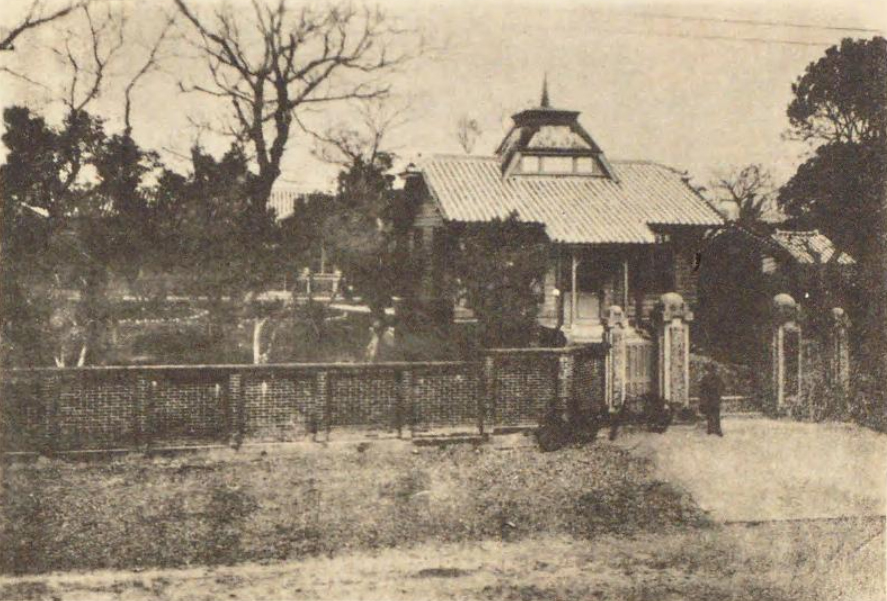
臺中城北醫院

台灣各地在日治時期設有「避病院」，作為收容傳染病患者的傳染病院及隔離病舍。臺中市首個專門收治傳染病患者的醫院為臺中縣於1909年7月設立的「城北病院」，因為於臺中市街北側，因此以此為名。其在1912年因風災中傾倒後，於1913年3月在原地重建，並在1921年4月交由臺中市役所管轄。1925年6月，城北醫院在消毒作業中發生失火意外，造成一棟消毒室燒毀，重建工程於同年11月完成。城北病院在設立當時位在郊區，但隨著臺中市街的發展，城北醫院已被包含在市街地的範圍，周圍皆為建築所圍繞，加上房舍老舊和設備不完備等緣故，城北醫院計畫從柳町六丁目1番地遷至台中市後壠子335-1番地，改稱為「平安醫院」；原址則售予民間，在後來由私立台中商業專修學校（新民高中前身）使用。平安醫院在1936年2月18日動工，在同年8月竣工，11月13日啟用。其基地為2,075坪，建坪320坪，病房建坪為113坪，能收容24名病患。收治的感染病種類計有傷寒、痢疾、猩紅熱、天花、流行性腦脊髓膜炎。
另外，從事貧民診療救助的臺中慈惠院亦於1936年4月在平安醫院隔壁（後壠子303番地）設立了「靜和醫院」，其於同年9月竣工，並在1937年6月代作為「臺中州立精神病院」使用，是當時台中州內唯一的精神病患者收容設施，其可收容人數原為30人，在1938年增建病房後增為60人。

## 戰後
二戰後，臺中平安醫院改為「私立臺中救濟院」，其經營者於1967年更名為台灣省私立臺中仁愛之家，而醫院則改為仁愛之家附設靜和醫院至今。